# Anna Stolarczyk
Anna Stolarczyk (ur. 25 kwietnia 1988 w Giżycku) – polska szachistka

## Kariera szachowa
Wielokrotnie zdobywała tytuł Mistrzyni Polski Kobiet Niewidomych, do roku 2013 łącznie zdobyła 11 tytułów mistrzowskich.
Dwukrotnie zdobyła tytuł Mistrzyni Świata Juniorek Niewidomych (w 1999 i w 2003), wielokrotnie była medalistką Mistrzostw Świata Seniorek Niewidomych, w tym mistrzynią świata w 2005 roku.
W latach 2002–2014 siedmiokrotnie reprezentowała Międzynarodowe Stowarzyszenie Szachistów Niewidomych na olimpiadach szachowych (już jako trzynastolatka została włączona do reprezentacji).
Duże zasługi w jej sukcesach ma trener Ryszard Bernard.
Posiada tytuł szachowy kandydatki na mistrzynię FIDE. Najwyższy ranking w dotychczasowej karierze osiągnęła 1 maja 2010 r., z wynikiem 2106 punktów zajmowała wówczas 38. miejsce wśród polskich szachistek.